# Radstadt
Radstadt je město v Rakousku ve spolkové zemi Salcbursko. Je také nazýváno „staré město v horách“, a je známé především jako zimní středisko. Žije zde přibližně 4 800 obyvatel.

## Geografie
Radstadt se nachází 858 m n. m v okresu St. Johann im Pongau. Velikost obce je 60,84 km². Obec patřila až do roku 2004 do soudního okresu Radstadt. Od 1. ledna 2005 je součástí soudního okresu St. Johann im Pongau. U města se také nachází hora Rossbrand s nadmořskou výškou 1768 m.
Magistrát města zahrnuje následujících pět vesnic (v závorce počet obyvatel k 1. lednu 2012):
- Höggen (502)
- Löbenau (705)
- Mandling (387)
- Radstadt (2 381)
- Schwemmberg (870)